# 蟹仙洞
蟹仙洞（かいせんどう）は、山形県上山市矢来にある美術館。製糸業を経営していた長谷川謙三が趣味で収集した美術工芸品のコレクションである日本刀や中国の明・清時代の漆工芸品など4,000点を収蔵・展示している。

## 概要

日本刀の展示の様子

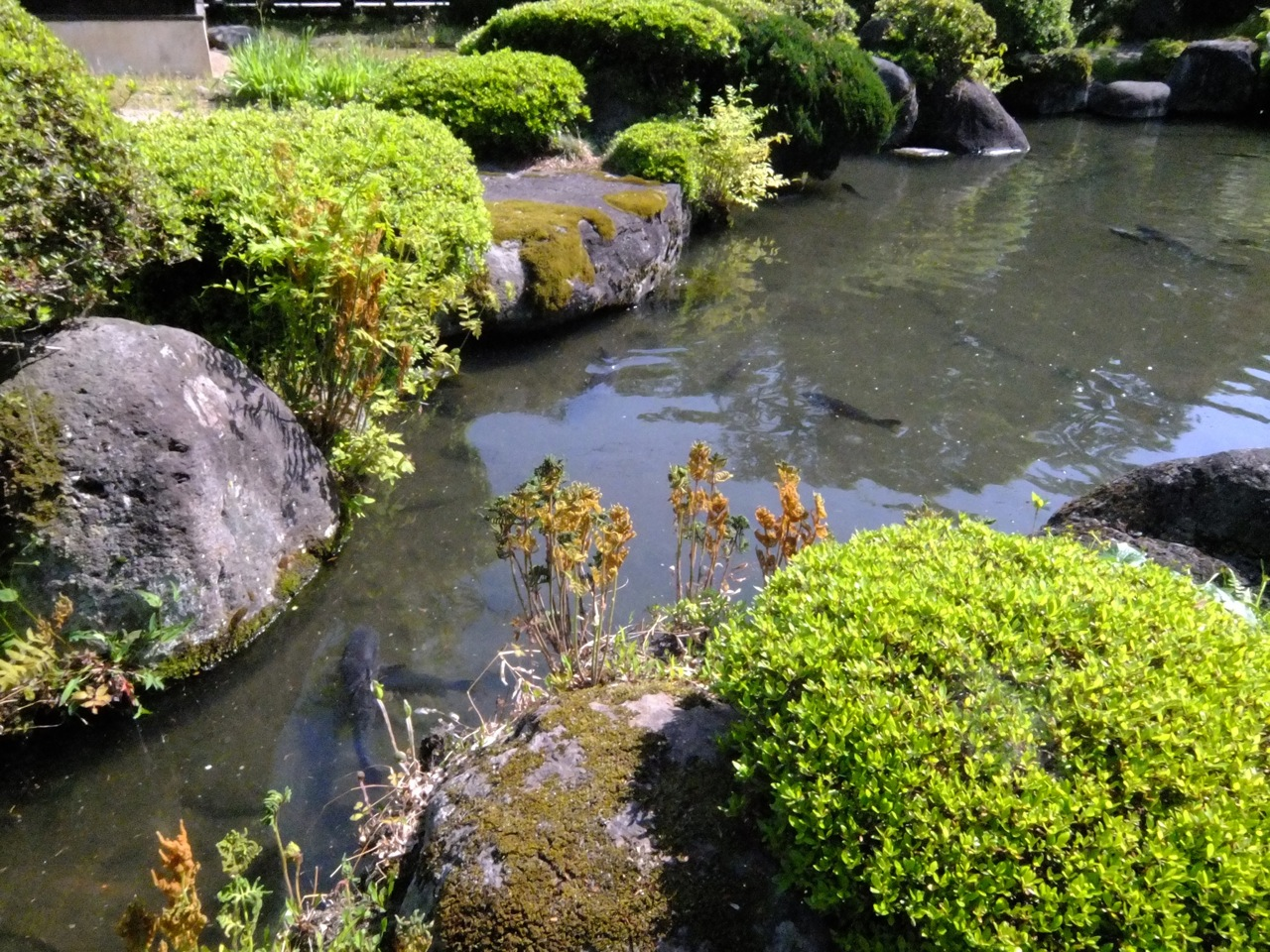
蟹仙洞の池の様子

主な展示品は日本刀と漆工芸品（彫漆・堆朱）。また、長谷川謙三が十代のころより撮影していた写真や映像（8mmフィルム、9.5mmフィルム、16mmフィルム）や、収集した民芸品を展示している。
美術館の建物は大正時代の建築。長谷川謙三が住んでいた家をそのまま開放している。
作家の井伏鱒二が蟹仙洞を訪れた際、日本庭園の池にいた60年にもなる鯉を見て『還暦の鯉』という短編を書いた。
最近の研究結果で美術工芸の中国の漆器2点が宋（12・3世紀）の時代に製作された作品であることが判明し新たに展示される。

## 文化財

### 重要文化財（国指定）
- 楼閣人物填漆箪笥（中国・明時代初期）

盗難された重要文化財
- 太刀 銘来国次
- 太刀 銘備前国長船住長義
- 太刀 銘備前国長船兼光 延文元年十二月日

※上記の重要文化財の日本刀3件は1991年6月16日に盗難に遭った。2014年に大阪府在住のコレクターが、これらの盗難刀剣3件が売りに出されているとの情報を得て、蟹仙洞に連絡した上で同じ銘のある3件の刀剣を計約1億2千万円で業者から購入した。2015年10月、盗難刀剣3件が発見されて大阪府在住のコレクターにより保管されており、その所有権をめぐって蟹仙洞とコレクターの間で民事訴訟になっていると報道された。蟹仙洞がコレクターが経営する会社を相手どり、盗難刀剣3件の返却を求める訴訟を山形地裁に起こすと、一審の途中から被告のコレクターは自身が購入した3件の刀剣は盗難された3件とは別物であったと主張するようになった。2019年8月6日、山形地裁は、被告が購入した3件の刀剣は盗難された3件とは長さや刃文が異なる別物（偽物）であるとして、被告の主張を認めて蟹仙洞側の請求を棄却した。2020年7月、仙台高裁は、被告が購入した3件の刀剣が盗難された3件とは違う刀剣だとする証拠はないとして一審の判断を覆したが、蟹仙洞側が当初は被告が盗難刀剣3件を購入することを了承していたことを理由に「蟹仙洞が被告に代金を提供せずに返還を求めるのは信義に反し許されない」として蟹仙洞の控訴を棄却した。2021年2月18日に最高裁は蟹仙洞の上告を退け、蟹仙洞の請求を棄却した一審と二審の判決が確定した。これに対して蟹仙洞は「結局盗まれた刀剣の在りかは分からず、諦めるしかない。真実が追求されず残念だ」「純粋に刀剣を愛する収集家だけでなく、盗品を元手に資金洗浄するような世界は理解できない」と非難した。なお文化庁では、盗難された3件が発見されたことを発表した後、裁判で盗難された3件と発見・購入されたとする3件の同一性が争われて一審と二審で判断が分かれてるにもかかわらず、所在不明文化財のリストにおいて「発見された件数」に含ませたままであり、リスト上では大阪府のコレクターが所有する3件の刀剣と盗難された3件の刀剣を同一のものとして扱っている。

### 登録有形文化財（国登録）
- 展示館
- 旧長谷川家住宅主屋
- 旧長谷川家住宅東土蔵
- 旧長谷川家住宅南土蔵

- 展示館
- 旧長谷川家住宅主屋

## 開館時間
9:00〜17:00
（12月～2月は15:30受付終了）

## 入館料
- 大人: 500円
- 学生: 300円
- 小人: 100円（親同伴の中学生以下は無料）
- 団体割引: 20名以上より各100円割引（小人は50円割引）

## 休館日
- 毎週火曜日（祝日は開館）
- 12月～2月: 火曜日・水曜日・木曜日（12月～2月は金土日月のみ開館）
- 年末年始: 12/29～1/5

## アクセス
- JR奥羽本線・かみのやま温泉駅東口より徒歩6分
- 東北中央道山形上山インターチェンジから国道13号経由6km 10分

## その他
- 無料駐車場有り。